# 鞣花单宁

鞣花单宁的代谢

鞣花单宁（也称为鞣花鞣质）是一类可水解的单宁，属于多酚类物质。